# Selección de fútbol de República Popular de Donetsk
La Selección de fútbol de la República Popular de Donetsk es el equipo que representa a la República Popular de Donetsk. Donetski no está afiliado a la FIFA o a la UEFA, y por lo tanto no puede competir en los torneos que estos organizan. Sin embargo el equipo es miembro de ConIFA.

## Historia
La Asamblea Constituyente de la Unión de fútbol de la República Popular de Donetsk tuvo lugar el 25 de julio de 2015. El exjugador de los clubes Shakhtar Donetsk y Metallurg de los años 90, Igor Petrov, fue nombrado presidente, el jefe del Consejo Popular de la RPD Denis Pushilin se convirtió en presidente honorario, el excomentarista del Futures Channel Vyacheslav Sharafutdinov se convirtió en director ejecutivo de la FNF. El seleccionado jugó su primer partido internacional en Sujumi, Abjasia el 14 de mayo de 2015, perdiendo con por el marcador de 1-0.

## Partidos
| Fecha                    | Estadio           | Lugar               | Competición |         | Rival             | Resultado                                                |
| ------------------------ | ----------------- | ------------------- | ----------- | ------- | ----------------- | -------------------------------------------------------- |
| 14 de mayo de 2015       | -                 | Sujumi, Abjasia     | Amistoso    | Donetsk | Abjasia           | 0-1 Archivado el 27 de marzo de 2017 en Wayback Machine. |
| 8 de agosto de 2015      | Estadio Metallurg | Donetsk, Ucrania    | Amistoso    | Donetsk | Lugansk           | 4-1                                                      |
| 19 de septiembre de 2015 | Estadio Avangard  | Lugansk, Ucrania    | Amistoso    | Donetsk | Lugansk           | 1-3                                                      |
| 19 de mayo de 2016       | Estadio Dinamo    | Sujumi, Abjasia     | Amistoso    | Donetsk | Abjasia           | 0-0                                                      |
| 13 de agosto de 2016     | Estadio Metallurg | Yenákiyeve, Ucrania | Amistoso    | Donetsk | Aragats (Lugansk) | 1-1                                                      |
| 28 de mayo de 2017       | Estadio Dinamo    | Sujumi, Abjasia     | Amistoso    | Donetsk | Abjasia           | 2-1                                                      |
| 31 de agosto de 2017     | -                 | Makeevka, Ucrania   | Amistoso    | Donetsk | Donetsk Sub-21    | 4-3                                                      |
| 2 de septiembre de 2017  | -                 | Makeevka, Ucrania   | Amistoso    | Donetsk | Liga de Donetsk   | 6-0                                                      |
| 25 de septiembre de 2020 | Estadio Dinamo    | Sujumi, Abjasia     | Amistoso    | Donetsk | Abjasia           | 0-0                                                      |